# Augustin Stipčević
Augustin Stipčević (Kotor, 28. srpnja 1912. – 9. ožujka 1999.) bio je hrvatski književnik.

## Životopis
Rođen je u Kotoru, a podrijetlom je iz Arbanasa gdje je proveo veći dio djetinjstva. Školovao se u Zadru i Splitu gdje je završio realnu gimnaziju. Diplomirao je na Pravnom fakultetu u Zagrebu. Radio je kao urednik časopisa Scena, Teatar, Republika i Kulturni radnik. Bio je glavni urednik u izdavačkom poduzeću Zora i djelatnik Ministarstva prosvjete. Surađivao je s časopisima i novinama poput Hrvatske revije, Savremenika, Hrvatskog tjednika i drugim.

## Djela
Objavljivao je poeziju i prozu. Kazališne je kritike objavio u knjizi Na otvorenoj pozornici (1971.). Uredio je i nekoliko antologija.
Neka njegova književna djela uključuju:
- Nemirne vode, 1937., zbirka pjesama
- Sunce u ćeliji, 1953., zbirka pjesama
- Na granici, 1950.
- Glad na ledini, 1956., Cesta nema granice, 1960. i Vruće ljeto, 1966. čine romansijersku trilogiju o Ludru Kikeri, proračunatu i upornu lukavcu koji se prilagođava različitim društvenim i političkim situacijama[2]
- Zapaljena truba, 1961., zbirka pjesama
- Zid bez prozora, 1960., zbirka novela
- Duboki su korijeni : suvremena albanska proza u Jugoslaviji, 1970., izbor: Augustin Stipčević, Ali Podmirja
- Mladić koji je otkrio Ameriku, 1971., roman
- Momak, stvar hoda, 1971., zbirka novela
- Na tragu svih stvari, 1972., zbirka pjesama
- Na otvorenoj pozornici, kazališne kritike
- Cinik na provjeri, 1999., roman[3]

## Nagrade
Dobitnik je Nagrade Vladimir Nazor 1987. godine.